# ارنست شیبرگسون
ارنست شیبرگسون (فنلاندی: Ernst Schybergson; ۲۹ ژانویهٔ ۱۸۹۱ – ۱۷ مارس ۱۹۶۶)  تنیس‌باز و بازیکن فوتبال اهل فنلاند بود.